# Экспериментальная верфь спортивного судостроения
Эксперимента́льная верфь спорти́вного судострое́ния (эст. Spordilaevade Eksperimentaaltehas) — предприятие, которое действовало в Таллине в 1946–1994 годах. Головная контора находилась в переулке Малева, д. 3; мастерские также располагались в устье реки Пирита, на территории современного яхтенного порта Пирита (ул. Пурье, д. 8); в Ориссааре находился филиал верфи.

## История
Предприятие было основано в 1946 году под названием «Республиканская строительно-ремонтная мастерская яхтклуба» (Vabariiklik Jahtklubi Ehitusremonttöökoda) и подчинялось Комитету по спорту и физической культуре при Совете Народных Комиссаров Эстонской ССР. С 1948 года на верфи стали строить яхты. 
В 1951 году предприятие переименовали в «Экспериментальное спортивное судостроение ЭССР» (ENSV Eksperimentaal Spordilaevade Ehitus).
В 1953 году предприятие получило название «Государственная экспериментальная верфь спортивного судостроения» (Riiklik Spordilaevade Eksperimentaaltehas) и стало подчиняться Комитету по спорту и физической культуре при Совете Министров CССР. Задачей предприятия было обеспечение сборной Советского Союза яхтами международного класса и испытание новых видов яхт. На верфи строили шверботы из древесины и пластмассы, килевые яхты, в том числе типа четвертьтонник, изготавливали парусные доски и  водные лыжи.
В 1959 году предприятие переименовали в «Экспериментальную верфь спортивного судостроения» (Spordilaevade Eksperimentaaltehas).
К Олимпиаде 1980 на верфи были изготовлены пластиковые швертботы «Финн», которые по жребию распределялись среди спортсменов. 
Численность работников предприятия по состоянию на 1 января 1979 года составляла 237 человек.

## Кинохроника
На киностудии «Таллинфильм» были сняты документальные фильмы о верфи:
- 1969 — «Tallinna Spordilaevade Eksperimentaaltehases»/ «На Таллинской Экспериментальной верфи спортивного судостроения», режиссёр Тойво Кусмин (Toivo Kusmin).
- 1980 — «Olümpia eel Spordilaevade Eksperimentaaltehases»/ «В преддверии Олимпиады на Экспериментальной верфи спортивного судостроения», режиссёр Виталий Горбунов.